# Zulmira Hartz
Zulmira Maria de Araújo Hartz (Rio Grande do Norte, 1º de outubro de 1952) é uma médica, professora e pesquisadora brasileira, reconhecida pela sua contribuição no campo da avaliação em saúde. Professora primária licenciada pela Universidade Federal do Rio Grande do Norte (1974), mudou-se para o Rio de Janeiro para cursar a graduação em Medicina, na Fundação Educacional Serra dos Órgãos, em Teresópolis, concluída em 1979. Tem mestrado e doutorado em Saúde Comunitária pela Universidade de Montreal (1989 e 1993) e pós-doutorado pela École Nationale de Santé Publique-France (1997).
Ingressou na Escola Nacional de Saúde Pública Sérgio Arouca, da Fundação Oswaldo Cruz, em 1984. Foi vice-diretora desta instituição, onde ocupava o cargo de pesquisadora titular de Epidemiologia, e coordenadora dos Programas de Mestrado e Doutorado em Saúde Pública (1994-1996). Em 2010, passou a integrar o corpo docente do Instituto de Higiene e Medicina Tropical da Universidade Nova de Lisboa, atuando no Programa de Doutoramento em Saúde Internacional.
Sua pesquisa de pós-doutorado, em Montreal, serviu de base para a elaboração do livro "Avaliação em Saúde: dos modelos conceituais à prática na análise da implantação de programas" (1997), considerado um marco teórico e metodológico no campo da avaliação em saúde, no Brasil, cuja publicação ajudou a impulsionar o desenvolvimento da área, no país. Sua contribuição para a difusão deste tema é notória, evidenciando-se em sua uma vasta produção bibliográfica.

## Obra
- ELISBERTO, E. (Org.) ; BARROS, F. P. C. (Org.) ; HARTZ, ZULMIRA (Org.). Saúde, Sociedade e Meio Ambiente: ensaios preliminares. 1. ed. Brasília: Conselho Nacional de Secretários de Saúde - CONASS, 2022. v. 1. 238p.
- HARTZ, Z. M. A.; SANTOS, A. O. (Org.); BARRO, F. P. C. (Org.); REHEM, T. C. M. S. B. (Org.). Implementação e avaliabilidade das intervenções em saúde: estudos de caso no Brasil. 1. ed. Brasília: Linha Editorial Internacional de Apoio aos Sistemas de Saúde, 2020. 160p.
- BARRO, F. P. C. (Org.); FERRINHO, P. (Org.); HARTZ, Z. M. A. (Org.). O enfrentamento da COVID-19 nos países da Comunidade dos Países de Língua Portuguesa? - CPLP. 1. ed. Brasília: CONASS, 2020. v. 5. 192p.
- BARRO, F. P. C.; HARTZ, Z. M. A. Municípios e Saúde. 1. ed. Brasília: Linha Editorial Internacional de Apoio aos Sistemas de Saúde, 2019. 92p.
- CONTANDRIOPOULOS, A. (Org.); HARTZ, Z. M. A. (Org.); GERBIER, M. (Org.); NGUYEN, A. (Org.). Saúde e Cidadania. 1. ed. São Paulo: Editora Saberes, 2010. v. 1. 470p.
- BROUSSELLE (Org.); CHAMPAGNE, F. (Org.); CONTANDRIOPOULOS, A. (Org.); HARTZ, Z. M. A. (Org.). L' évaluation: concepts et méthodes. Québec: Les Presses de l'Université de Montreál, 2009. 300p.
- CONTANDRIOPOULOS, A. (Org.); HARTZ, Z. M. A. (Org.); GERBIER, M. (Org.); NGUYEN, A. (Org.). Santé et Citoyenneté. Les experiences du Brésil e du Québec. Québec: PUM-Presses de l'Université de Montréal, 2009. 399p.
- HARTZ, Z. M. A.; FELISBERTO, H. (Org.); SILVA, L. M. V. (Org.). Meta Avaliação da Atenção Básica. Rio de Janeiro: Editora Fiocruz, 2008. 409p.
- HARTZ, Z. M. A.; SILVA, L. M. V. (Org.). Avaliação em saúde: dos modelos teóricos à pratica da avaliação de programas e sistemas de saúde. Salvador/Rio de Janeiro: EDUFBA/Fiocruz, 2005. 275p.
- HARTZ, Z. M. A. Avaliação em saúde: dos modelos conceituais à prática na análise da implantação de programas. Rio de Janeiro: Fiocruz, 1997. 131p.